# وستهامپتون (ماساچوست)
وستهامپتون، ماساچوست
وستهامپتون(به انگلیسی: Westhampton) شهرکی در شهرستان همشایر ایالت ماساچوست می‌باشد که در سال ۱۷۷۸ بنیان‌گذاری شده‌است. این شهرک در سرشماری سال ۲۰۱۰ میلادی، ۱٬۶۰۷ نفر جمعیت داشته‌است.